# Luciano Darderi
Luciano Darderi (født 14. februar 2002 i Villa Gesell, Argentina) er en professionel tennisspiller fra Italien.